# Skatteplanering
Skatteplanering är att aktivt planera för att betala låg skatt. Skatteplanering i sig är vanligen inte olaglig; den syftar till att under gällande lagar betala så lite som möjligt i skatt. Olaglig skatteplanering kallas snarare skattefusk eller skattebrott.
Skatteplanering kan, trots sin laglighet, väcka moralisk indignation. Ett exempel på sådana fall är affären med Sveriges justitieminister Ove Rainer 1983. Även internationella företags löpande arbete för att med transferpriser lägga sina vinster i länder med låg beskattning väcker då och då uppmärksamhet, bland annat bland kritiker till den ekonomiska globaliseringen. Rapport hävdade i mars 2012 att av de 20 största företagen i Sverige, nolltaxerar (betalar ingen eller mycket lite bolagsskatt) i Sverige, vart tredje storföretag genom skatteplanering.
Det finns i Sverige en särskild lag, kallad skatteflyktslagen, som säger att ett förfarande som är formellt lagligt kan anses olagligt om det bryter mot skattelagens anda. Det finns för att täppa till kryphål som kan finnas.